# 指宿市立西指宿中学校
指宿市立西指宿中学校（いぶすきしりつ にしいぶすきちゅうがっこう）は、鹿児島県指宿市新西方にある市立の中学校。

## 概要
全校生徒数は60人程度であり、各学年1クラス設置されている。学校教育目標は「伝え合う心と意志をもち、自ら学び、心身共に健康で活力に満ちた生徒を育成する」。キャッチフレーズは「～Make harmony～」である。

## 沿革

### 統合前
今和泉中学校
- 1947年（昭和22年）5月 - 今和泉小学校の教室を借用し今和泉村立今和泉中学校として開校[1]。
- 1947年（昭和22年）9月 - 今和泉村煙草収納所を借用し移転[1]。
- 1954年（昭和29年） - 今和泉小学校に隣接する土地に校舎を建設し移転[1]。
- 同年 - 今和泉村と指宿町が新設合併し、指宿市となったのに伴い、指宿市立今和泉中学校に改称。
- 1957年（昭和32年） - 今和泉高等学校（現在の指宿市立指宿商業高等学校）の敷地と換地し、移転[1]。
- 1965年（昭和40年） - 池田中学校と統合し、指宿市立西指宿中学校となる。

池田中学校
- 1947年（昭和22年） - 今和泉村立池田中学校として開校[1]。
- 1954年（昭和29年） - 今和泉村と指宿町が新設合併し、指宿市となったのに伴い、指宿市立池田中学校に改称。
- 1965年（昭和40年） - 今和泉中学校と統合し、指宿市立西指宿中学校となる。

### 統合後
- 1965年（昭和40年） - 今和泉中学校、池田中学校を統合して指宿市立西指宿中学校として新設される[2]。

## 部活動
- 野球部
- バレーボール部
- 卓球部
- 音楽同好会

## 進路
- 指宿市と指宿市周辺の高等学校へ進学する生徒が多い。

## 通学区域
西指宿中学校の通学区域は以下の小学校区が指定されている。
- 池田小学校校区の全域
- 今和泉小学校校区の全域